# Kentucky Derby 1918
Kentucky Derby 1918 var den fyrtiofjärde upplagan av Kentucky Derby. Löpet reds den 11 maj 1918 över 1 1⁄4 miles (2 012 m). Löpet vanns av Exterminator som reds av Willie Knapp och tränades av Henry McDaniel.
Förstapriset i löpet var 15 000 dollar. Åtta hästar deltog i löpet.

## Resultat
| P | Häst           | Jockey             | Tränare            | Ägare                | Tid    |
| - | -------------- | ------------------ | ------------------ | -------------------- | ------ |
| 1 | Exterminator   | Willie Knapp       | Henry McDaniel     | Willis Sharpe Kilmer | 2:10.8 |
| 2 | Escoba         | Joe Notter         | John S. Ward       | Kenneth S. Alexander |        |
| 3 | Viva America   | William Warrington | W. N. Potts        | C. T. Worthington    |        |
| 4 | War Cloud      | Johnny Loftus      | Walter B. Jennings | A. Kingsley Macomber |        |
| 5 | Lucky B        | John McCabe        | Oswald A. Bianchi  | Oswald A. Bianchi    |        |
| 6 | Jas. T. Clark  | John Morys         | Louis Tauber       | John W. Schorr       |        |
| 7 | Sewell Combs   | Loyd L. Gentry Sr. | John C. Gallaher   | Gallaher Bros.       |        |
| 8 | American Eagle | Earl Sande         | George Denney      | Thomas Clay McDowell |        |

Segrande uppfödare: F. D. "Dixie" Knight; (KY)